# Zoey Monroe
Zoey Monroe (Detroit, Míchigan; 11 de junio de 1992) es una actriz pornográfica estadounidense.

## Biografía
Monroe nació en junio de 1992 en Detroit, ciudad del estado de Míchigan. En el instituto fue cheerleader y jugadora de softball. Al cumplir los 18 años, empezó a trabajar como asistente dental en una clínica. Poco después, abandonó el trabajo para meterse como estríper y chica webcam en un club de Detroit. Allí conoció a la también actriz porno Lexi Belle, quien la animó a trasladarse a California y probar suerte en la industria.
En 2012, a los 20 años de edad, Zoey Monroe debutaba como actriz porno con su actual nombre artístico. Ha trabajado en películas de productoras como Evil Angel, Jules Jordan Video, Hard X, Girlfriends Films, 3rd Degree, Hustler, Adam & Eve, Burning Angel, Girlsway, Pure Taboo, Lethal Hardcore, Smash Pictures, Immoral Productions, Pulse Distribution o Pure Play Media. Además, ha aparecido en diversos portales web como Brazzers, Bang Bros, Reality Kings o Naughty America.
En 2014 recibió sus primeras nominaciones en los Premios AVN en las categoría de Mejor actriz revelación y Mejor escena de trío M-H-M por Weapons of Ass Destruction 7 junto a Gabriella Paltrova y James Deen. Ese mismo año ganó el premio a la Mejor escena de sexo transexual por Rogue Adventures 38, película de Evil Angel dirigida por Joey Silvera y protagonizada por la actriz transexual Jacqueline Woods, compañera de premio de Monroe.
En 2015 volvió a los AVN con otras cuatro nominaciones, destacando las de Artista femenina del año, Mejor escena de doble penetración por Wet Asses 4, junto a James Deen y Ramón Nomar, y la de Mejor escena escandalosa de sexo por Cream Dreams 2, nominada junto a Anikka Albrite.
En 2016 regresó con otra nominación a Mejor escena de sexo lésbico en grupo por la película Angels and Devils junto a Natasha Voya y Keira Nicole.
Ha rodado más de 620 películas como actriz.
Algunos títulos de su filmografía son Ass Hysteria, Blowjob Auditions 3, DP Me, His Ass Is Mine, Resurrection, I Wanna Buttfuck Your Daughter 16, My Dad's Hot Wife, Prison Lesbians 3 o Young Freaks 4.

## Premios y nominaciones
| Año  | Ceremonia                   | Resultado | Premio                                         | Trabajo                           |
| ---- | --------------------------- | --------- | ---------------------------------------------- | --------------------------------- |
| 2013 | Sex Awards                  | Nominada  | Hottest New Girl                               | —                                 |
| 2013 | The Fannys                  | Nominada  | New Starlet of the Year                        | —                                 |
| 2014 | Premios AVN                 | Nominada  | Mejor actriz revelación                        | —                                 |
| 2014 | Premios AVN                 | Nominada  | Mejor escena de trío M-H-M                     | Weapons of Ass Destruction 7      |
| 2014 | Premios AVN                 | Ganadora  | Mejor escena de sexo transexual                | Rogue Adventures 38               |
| 2014 | Spank Bank Awards           | Nominada  | The Contessa of Cum                            | —                                 |
| 2014 | Spank Bank Awards           | Nominada  | Porn's Next "It" Girl                          | —                                 |
| 2014 | Premios XBIZ                | Nominada  | Mejor actriz protagonista                      | Bitter Sweet                      |
| 2014 | Premios XRCO                | Nominada  | New Starlet of the Year                        | —                                 |
| 2014 | Premios XRCO                | Nominada  | Cream Dream of the Year                        | —                                 |
| 2015 | Premios AVN                 | Nominada  | Premio fan: Artista femenina favorita          | —                                 |
| 2015 | Premios AVN                 | Nominada  | Artista femenina del año                       | —                                 |
| 2015 | Premios AVN                 | Nominada  | Mejor escena de doble penetración              | Wet Asses 4                       |
| 2015 | Premios AVN                 | Nominada  | Mejor escena escandalosa de sexo               | Cream Dreams 2                    |
| 2015 | Spank Bank Awards           | Nominada  | Breakthrough Star of the Year                  | —                                 |
| 2015 | Spank Bank Awards           | Nominada  | Fun Sized Fuck Bunny                           | —                                 |
| 2015 | Spank Bank Awards           | Nominada  | Dirty Little Slut of the Year                  | —                                 |
| 2015 | Spank Bank Awards           | Nominada  | America's Porn Sweetheart                      | —                                 |
| 2015 | Spank Bank Awards           | Nominada  | The Contessa of Cum                            | —                                 |
| 2015 | Spank Bank Awards           | Nominada  | Two Hot Dogs in a Hallway                      | —                                 |
| 2015 | Spank Bank Awards           | Nominada  | Blonde Bombshell of the Year                   | —                                 |
| 2016 | Premios AVN                 | Nominada  | Premio fan: Estrella porno femenina favorita   | —                                 |
| 2016 | Premios AVN                 | Nominada  | Mejor escena de sexo lésbico en grupo          | Angels and Devils                 |
| 2016 | Spank Bank Awards           | Nominada  | Pretty In Pink (aka Prettiest Pussy)           | —                                 |
| 2016 | Spank Bank Awards           | Nominada  | Bondage Artiste of the Year                    | —                                 |
| 2016 | Spank Bank Awards           | Nominada  | Super Squirter of the Year                     | —                                 |
| 2016 | Spank Bank Awards           | Nominada  | Best Ass Licking Artist                        | —                                 |
| 2016 | Spank Bank Awards           | Nominada  | Cocksucker of the Year                         | —                                 |
| 2016 | Spank Bank Awards           | Nominada  | Gangbanged Princess of the Year                | —                                 |
| 2016 | Spank Bank Technical Awards | Ganadora  | Filthy Princess Peach                          | —                                 |
| 2017 | Premios AVN                 | Nominada  | Premio fan: Culo más épico                     | —                                 |
| 2017 | Spank Bank Awards           | Nominada  | Airtight Angel of the Year                     | —                                 |
| 2017 | Spank Bank Awards           | Nominada  | Best 'O' Face                                  | —                                 |
| 2017 | Spank Bank Awards           | Nominada  | Contessa of Cum                                | —                                 |
| 2017 | Spank Bank Awards           | Nominada  | Super Squirter of the Year                     | —                                 |
| 2017 | Spank Bank Awards           | Nominada  | Most Awe Inspiring Gape                        | —                                 |
| 2017 | Spank Bank Awards           | Nominada  | Most Comprehensive Utilization of All Orifices | —                                 |
| 2017 | Spank Bank Awards           | Nominada  | Hardest Working Ho in Ho Biz                   | —                                 |
| 2017 | Spank Bank Awards           | Nominada  | Most Energetic Fuck Bunny                      | —                                 |
| 2017 | Spank Bank Awards           | Nominada  | Tattooed Temptress of the Year                 | —                                 |
| 2017 | Spank Bank Awards Technical | Ganadora  | Best Devilish Grin                             | —                                 |
| 2018 | Premios AVN                 | Nominada  | Mejor escena de trío M-H-M                     | Swallow my Squirt 8               |
| 2018 | Premios AVN                 | Nominada  | Mejor escena de sexo en realidad virtual       | Santa's Wankzshop                 |
| 2018 | Premios AVN                 | Nominada  | Premio fan: Pechos más espectaculares          | —                                 |
| 2018 | Spank Bank Awards           | Nominada  | Best Smile                                     | —                                 |
| 2018 | Spank Bank Awards           | Nominada  | Best Spitter / Drooler                         | —                                 |
| 2018 | Spank Bank Awards           | Nominada  | Bionic Butthole                                | —                                 |
| 2018 | Spank Bank Awards           | Nominada  | Cuckold Queen of the Year                      | —                                 |
| 2018 | Spank Bank Awards           | Nominada  | Most Fuckable Feet                             | —                                 |
| 2018 | Spank Bank Awards           | Nominada  | Super Squirter of the Year                     | —                                 |
| 2018 | Spank Bank Awards           | Nominada  | VR Star of the Year                            | —                                 |
| 2018 | Premios XBIZ                | Nominada  | Mejor escena de sexo en película tabú          | Barely Legal Stepdaughters        |
| 2019 | Premios AVN                 | Nominada  | Mejor escena escandalosa de sexo               | Zoey's Squirt Shower              |
| 2019 | Premios AVN                 | Nominada  | Mejor escena de sexo lésbico                   | Prinzzess: A Decade of Desire     |
| 2019 | Premios AVN                 | Nominada  | Premio fan: Estrella mediática                 | —                                 |
| 2021 | Premios AVN                 | Nominada  | Mejor escena de sexo lésbico en grupo          | Alexis Texas Lesbian House Party! |